# Henrik Ravn (direktør)
Henrik Ravn (født 20. januar 1963) har siden 2003 været direktør for SBS TV. Han er opvokset i Ikast.
Henrik Ravn har tidligere arbejdet i mindre stillinger hos bl.a. TV3 og TV 2.